# San Francisco, Kalifornija
San Francisco je četvrti najveći grad u Kaliforniji i dvanaesti u SAD-u. Prema procjeni iz 2009. godine ima 845.559 stanovnika. Drugi je veći grad SAD-a po gustoći naseljenosti, odmah iza New Yorka.
Španjolci su bili prvi europski doseljenici 1776. godine. Pronalaskom rezervi zlata 1848. i srebra 1859. godine, grad doživljava razdoblje ubrzanog širenja. Nakon što je u potpunosti bio uništen u požaru i potresu 1906. godine, brzo je obnovljen i danas je jedan od najprepoznatljivijih gradova SAD-a.
U hrvatskim izvorima iz 19. stoljeća zabilježeno je da se u našim krajevima ovaj grad nazivalo i imenom Sveti Franjo.

## Povijest
Najstarija nalazišta na prostoru grada potječu iz 3000. pr. Kr. od indijanskog naroda Ohloni, koji je na tom prostoru živio do 6. stoljeća. Gaspar de Portola je kao prvi Europljanin 1769. došao na taj prostor. Godine 1776. španjolski misionar Francisco Palou osnovao je Misión de San Francisco de Asís (Misiju svetog Franje Asiškog). U okolici su postojala naselja Indijanaca Yelamu, koji potječu od Ohlona.
Godine 1821. San Francisco je postao dio nezavisnog Meksika, koji se osamostalio od španjolske vlasti. Misija je vremenom prestala postojati, a 1835. su došli prvi engleski naseljenici koje je vodio William Richardson. Između 1846. i 1848. vodio se Američko-meksički rat, nakon kojeg su SAD dobile Kaliforniju, Arizonu, Novi Meksiko i Teksas. San Francisco je zajedno s Kalifornijom postao dio SAD-a te glavna američka luka na Tihom oceanu (jedan od uzroka rata bila je američka želja da dobije luku na Tihom oceanu za trgovinu s Azijom).
U Kaliforniju se naseljava mnogo Amerikanaca, posebno nakon otkrića zlata. San Francisco je u godinu dana (1848. do 1849.) narastao s 1000 na 25.000 stanovnika, a u drugoj polovici 19. stoljeća nastavlja se brz razvoj grada u koji se naseljavaju tragači za zlatom, ali se razvijaju i druge djelatnosti, posebno vezane za luku.
Dana 18. travnja 1906. grad je pogodio katastrofalan potres, najjači u povijesti SAD-a, nakon kojeg je uslijedio požar tako da je cijeli grad bio razoren. Obnova nakon potresa tekla je izrazito brzo tako da je do 1915. bio obnovljen veći dio grada, koji postaje značajan financijski centar. Grade se mnogi infrastrukturni projekti (most Golden Gate i most do Oaklanda). Tijekom Drugog svjetskog rata grad je služio kao baza za američke operacije na Pacifiku. Dana 26. lipnja 1945. u San Franciscu je potpisana Povelja Ujedinjenih naroda, a 8. rujna 1951. potpisan je Sporazum iz San Francisca između Saveznika i Japana, kojim je službeno završio Drugi svjetski rat.
Nakon rata grad se dalje razvija i grade se moderne poslovne četvrti. Godine 1989. San Francisco je oštećen u novom potresu, s epicentrom na planini Loma Prieta.

## Zemljopis
San Francisco je smješten na poluotoku na ulazu u Zaljev San Francisco, na Tihom oceanu. Nasuprot zaljeva se nalazi grad Oakland, Kalifornija, koji sa San Franciscom čini konurbaciju. Između San Francisca i Oaklanda vodi most preko zaljeva, a preko ulaza u zaljev prema sjeveru vodi poznati most Golden Gate (Zlatna vrata), što je naziv koji se upotrebljava za ulaz u zaljev. Reljef oko grada je brdovit.
U gradu postoji vrlo velika opasnost od katastrofalnih potresa, zato što ispod grada vodi jedan od najvećih i najaktivnijih svjetskih rasjeda, rasjed San Andreas. 
Klima je umjerena, najsličnija sredozemnoj (ljeta topla, zime blage). Prosjek temperatura u siječnju je 10 °C, a u srpnju 18 °C. Kalifornijska morska struja ima značajan utjecaj na klimu (ublažava temperaturne razlike).

## Znamenitosti
Najznačajnija znamenitost je jedan od najpoznatijih svjetskih mostova, crveni most Golden Gate koji vodi preko ulaza u zaljev. U gradu ima mnogo nebodera, od kojih je napoznatiji Transamerica piramida, neboder u obliku piramide. Postoji televizijski antenski toranj Sutro Tower. Grad ima i mnogo kulturnih znamenitosti, od kojih se izdvaja zgrada Opere. Postoje i brojni parkovi (najpoznatiji je Golden Gate Park) i plaže na morskoj obali (Baker Beach). Na moru u blizini grada je otok Alcatraz s najpoznatijim američkim zatvorom, koji je danas turistička atrakcija.

## Vanjske poveznice
- Službena stranica (engl.)
- Stranica Turističke zajednice (engl.) (tal.) (njem.) (šp.) (fr.) (kin.) (jap.)
- Portal grada (engl.)